# Seznam predsednikov Romunije
Seznam predsednikov Romunije (do 1974 predsedniki državnega sveta)

## Seznam
| Ime                                                                                    |                        | Začetek mandata                                                                | Konec mandata     | Opombe                                                                                         |
| -------------------------------------------------------------------------------------- | ---------------------- | ------------------------------------------------------------------------------ | ----------------- | ---------------------------------------------------------------------------------------------- |
| Začasni predsedniški komite iz 5 članov (med njimi Mihail Sadoveanu in C.I.C. Parhon). |                        | 1947                                                                           | 1948              |                                                                                                |
|                                                                                        | Constantin Ion Parhon  | 1948                                                                           | 1952              |                                                                                                |
|                                                                                        | Petru Groza            | 1952                                                                           | 1958              |                                                                                                |
|                                                                                        | Ion Gheorghe Maurer    | 1958                                                                           | 1961              |                                                                                                |
|                                                                                        | Gheorghe Gheorghiu-Dej | 1961                                                                           | 1965              |                                                                                                |
|                                                                                        | Chivu Stoica           | 1965                                                                           | december 1967     |                                                                                                |
|                                                                                        | Nicolae Ceaușescu      | december 1967 (predsednik državnega sveta); od marca 1974 predsednik republike | 22. december 1989 |                                                                                                |
|                                                                                        | Ion Iliescu            | 22. december 1989                                                              | 29. november 1996 |                                                                                                |
|                                                                                        | Emil Constantinescu    | 29. november 1996                                                              | 20. december 2000 |                                                                                                |
|                                                                                        | Ion Iliescu            | 20. december 2000                                                              | 20. december 2004 | drugi mandat                                                                                   |
|                                                                                        | Traian Băsescu         | 20. december 2004                                                              | 21. december 2014 | suspendiran med 20. aprilom in 23. majem 2007 suspendiran med 10. julijem in 27. avgustom 2012 |
|                                                                                        | Klaus Iohannis         | 21. december 2014                                                              | 12. februar 2025  | Zaradi razveljavitve volitev je bil njegov mandat nekoliko daljši, a je naposled odstopil      |
|                                                                                        | Ilie Bolojan, v. d.    | 12. februar 2025                                                               |                   | v. d.                                                                                          |
|                                                                                        | Nicușor Dan            | 26. maj 2025                                                                   |                   | izvoljen po razveljavitvi prejšnjihg volitev                                                   |